# Antym II
Antym II, gr. Άνθιμος Β' (zm. 1628) – ekumeniczny patriarcha Konstantynopola od 18 czerwca do 22 września 1623.

## Życiorys
Wywodził się z bogatego i szanowanego rodu, sam zaś był znakomicie wykształcony. Zanim objął urząd patriarchy był metropolitą Adrianopola. Został wybrany na urząd patriarszy zaledwie dwa dni po objęciu rządów przez sułtana tureckiego Murada IV. Zmuszony do ustąpienia, osiadł w Wielkiej Ławrze na górze Athos, gdzie zmarł w 1628.